# Lydia von Auw

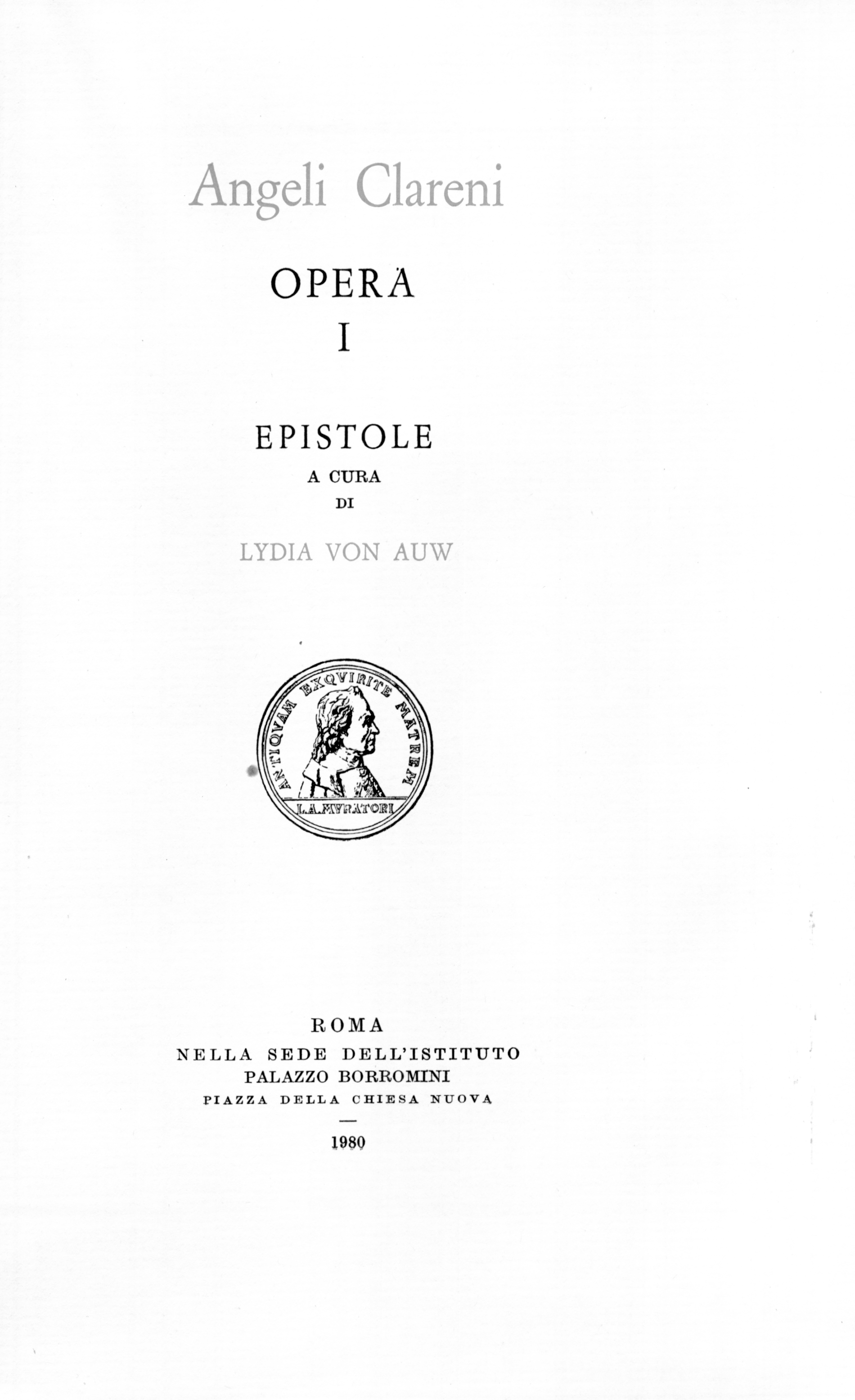
Angeli Clareni. Opera. I: Epistole, 1980

Lydia von Auw (* 6. August 1897 in Morges; † 14. Mai 1994 ebenda; heimatberechtigt in Morges und Benken ZH) war eine Schweizer Pfarrerin und Historikerin.

## Leben
Lydia von Auw wurde als Tochter des Drogisten Jean von Auw und der Henriette Hagenbucher geboren. Von 1917 bis 1921 studierte sie an der Theologischen Fakultät der reformierten Freikirche des Kantons Waadt in Lausanne, danach an der römischen Universität La Sapienza. In Rom lernte sie Ernesto Buonaiuti kennen, einen der führenden Vertreter des Modernismus, dessen Lehrveranstaltungen sie besuchte und mit dem sie eine tiefe Freundschaft verband. Buonaiuti beeinflusste sie stark und weckte in ihr das Interesse für die Geschichte. 1924 schloss von Auw ihr Studium mit dem Lizenziat und einer Arbeit über den katholischen Modernismus ab.
1935 wurde sie als erste Frau im Kanton Waadt für das volle Gemeindepfarramt der reformierten Freikirche ordiniert. Sie arbeitete von 1935 bis 1948 als Spitalseelsorgerin in Saint-Loup, danach von 1949 bis 1960 als Pfarrerin in L’Auberson und von 1960 bis 1966 in Chavannes-le-Chêne. Aus tiefem Glauben heraus stand sie für einen liberalen Pietismus ein.
Als überzeugte Demokratin solidarisierte sie sich mit dem antifaschistischen Widerstand und mit Buonaiuti, der von 1935 bis 1939 an der Lausanner Universität unterrichtete. Die Historikerin von Auw beschäftigte sich in ihrer Dissertation von 1948 und in weiteren wissenschaftlichen Arbeiten mit Angelus Clarenus (um 1255–1337) und den Franziskaner-Spiritualen. Nachdem 1979 eine vollständige Fassung ihrer Dissertation in Rom veröffentlicht worden war, stiessen ihre Forschungen auf internationale Beachtung.

## Werke
- Angelo Clareno et les spirituels italiens. 1979.
- als Herausgeberin: Angeli Clareni. Opera. I: Epistole. 1980.